# 이정민 (성우)
이정민(1979년 5월 30일 ~ )은 대한민국의 성우로, 2015년에 한국방송 성우극회 공채 40기로 입사했다. 
단국대학교 성악과 출신으로, 같은 소속의 성우인 성선녀의 제자다.

## 출연작

### 애니메이션
- 꽉 잡아!(KBS) - 선종선, 이대로
- 헬로 카봇 뱅(SBS) - 소닉붐
- 고고 다이노(EBS) - 코니

### 외화
- 나치 영국 지부 SS-GB(KBS) - 스포드(제임스 노스코트)
- 디셉션(KBS) - 노아(아담 캐플렌)

### 영화
KING OF PRISM by Pretty Rhythm
- 타치바나 유키노조 역
- 2018.01.25 ~ (절찬 상영중)

### 라디오 더빙

#### KBS
소설극장 (KBS 라디오)
- 2015.01.17 ~ 2015.05.07 미겔 데 세르반테스 作 <돈 끼호테>
- 2015.05.08 ~ 2015.06.28 박민규 作 <죽은 왕녀를 위한 파반느>
- 2015.06.29 ~ 2015.08.15 프레드릭 배크만 作 <오베라는 남자> (루네)
- 2015.10.03 ~ 2015.11.26 이광수 作 <무정>
- 2015.11.27 ~ 2016.01.08 양귀자 作 <원미동 사람들> 中 비오는 날이면 가리봉동에 가야 한다 (젊은 인부)
- 2016.01.09 ~ 2016.02.24 이디스 워튼 作 <순수의 시대> (아처)
- 2016.02.25 ~ 2016.03.31 장강명 作 <표백> (오병권/ 재프루더)
- 2016.05.20 ~ 2016.06.27 강태식 作 <굿바이 동물원> (소생)

KBS 무대 (KBS 라디오)
- 2015.02.21 <통화> (택배)
- 2015.03.07 <행복을 지켜드립니다> (주민)
- 2015.04.04 <상어가 멈춘다> (손님1)
- 2015.04.18 <어느 쨍한 날> (운전자)
- 2015.05.23 <껌 뱉지 맙시다> (점원)
- 2015.06.13 <햇살에 쓰는 일기> (직원)
- 2015.07.11 <여자 없는 남자들> (손님1)
- 2015.08.01 <푸르고 시린> (종복)
- 2015.08.15 <기적소리> (승객)
- 2015.08.29 <죽거나 죽이거나> (교도관)
- 2015.09.12 <별일 없이 산다> (경찰)
- 2015.09.26 <밑천 인생> (김민기 父)
- 2015.10.24 <그녀의 마지막 로맨스> (의사)
- 2015.11.14 <만삭의 세입자> (인부2)
- 2015.11.21 <아버지의 탄생> (일진1)
- 2015.12.26 <뺑, 로또, 그리고 선물> (경찰)
- 2016.01.02 <둥근 달이 떴습니다> (주민)
- 2016.01.09 <사생결단, 미스김 사건> (경비원)
- 2016.02.13 <이리온, 리우> (남1)
- 2016.02.20 <어느 곳에나 있는 여자> (한부장)
- 2016.02.27 <컨츄리 라디오> (김이장)
- 2016.03.07 <재원이는 1학년> (경비2)
- 2016.03.12 <곡예사의 첫사랑> (어린 재식/ 재식)
- 2016.03.26 <위층 남자> (아이1)
- 2016.04.02 <엘리트 학원 구하기> (남학생1)
- 2016.04.23 <삼개월 - 부제 : 나만의 그대> (자영 친구)
- 2016.04.30 <아르바론 몬살리나> (정씨)
- 2016.05.07 <위대한 이혼식> (노갑성)
- 2016.05.28 <폭식을 멈추는 0번째 방법> (PD)
- 2016.06.04 <나는 꿈꾸었다> (점주)
- 2016.06.11 <무능경찰 김반장> (한복)
- 2016.06.18 <위험한 아이> (박씨)

라디오 문학관 (KBS 라디오)
- 2015.02.22 전성태 作 <소풍> (성우(男))
- 2015.03.08 김희선 作 <라면의 황제> (인호 父/ 남기자)
- 2015.03.22 해이수 作 <리키의 화원> (중견 남배우1)
- 2015.03.29 천정완 作 <동탯국> (남자)
- 2015.05.10 최지애 作 <달콤한 픽션> (운전사)
- 2015.05.24 송지현 作 <흔한, 가정식 백반> (집주인)
- 2015.06.07 정이현 作 <영영, 여름> (남자)
- 2015.07.12 윤이형 作 <러브 레플리카> (성우(男))
- 2015.07.19 김성종 作 <1973년 여름, 베를린의 안개> (철배)
- 2015.07.26 이승영 作 <어떤 살인사건> (아버지)
- 2015.08.02 이윤돌 作 <장마가 지는 계절> (김혁중)
- 2015.08.09 정민철 作 <귀로> (남직원)
- 2015.09.20 김중혁 作 <가짜 팔로 하는 포용> (종업원)
- 2015.10.18 김금희 作 <조중균의 세계> (감독관)
- 2015.11.08 김나정 作 <어쩌다> (사람)
- 2015.11.15 해이수 作 <뒷모습에 아프다> (선배)
- 2015.11.29 윤민우 作 <원피스> (의사)
- 2015.12.13 장강명 作 <알바생 자르기> (쏨 싹)
- 2016.01.10 권여선 作 <이모> (노인)
- 2016.01.17 이청해 作 <어디까지 왔나> (김규식)
- 2016.02.07 이수경 作 <자연사 박물관> (안경남)
- 2016.02.14 황승욱 作 <세탁실> (상욱)
- 2016.02.21 김현경 作 <핀 캐리> (기자)
- 2016.02.28 이진원 作 <손님> (약사)
- 2016.03.20 정도상 作 <장씨의 어떤 하루> (사장)
- 2016.04.17 김덕희 作 <낫이 짖을 때> (문하생3)
- 2016.05.15 이효석 作 <풀잎> (윤벽도)
- 2016.06.05 김경욱 作 <천국의 문> (의사)
- 2016.06.12 이갑수 作 <T.O.P> (잔호태/ 연예전문회사 실장)

와이파이 초한지 (KBS 라디오)
- 2016.05.10 2화 (남자)
- 2016.05.12 4화 (번오기)
- 2016.05.13 5화 (번오기)
- 2016.05.20 10화 (군사)
- 2016.05.24 12화 (이사)
- 2016.05.25 13화 (이사)
- 2016.05.27 15화 (이사)
- 2016.05.30 16화 (이사)
- 2016.05.31 17화 (이사)
- 2016.06.01 18화 (이사)
- 2016.06.06 21화 (병사1,2/ 남자)
- 2016.06.07 22화 (한신)
- 2016.06.08 23화 (한신)
- 2016.06.09 24화 (한신)
- 2016.06.14 27화 (부하1)
- 2016.06.21 32화 (죄수1)
- 2016.06.22 33화 (남자2)

다큐멘터리 역사를 찾아서 (KBS 라디오)
- 2015.01.22 ~ (방송중)

기타 (KBS 라디오)
- 2015.10.05 ~ 2015.10.09 KBS 라디오 특별기획 <부엉이 아저씨, 음악가 이야기 좀 들려주세요!>